# Aspilota cultrata
Aspilota cultrata är en stekelart som beskrevs av Fischer 1971. Aspilota cultrata ingår i släktet Aspilota och familjen bracksteklar. Inga underarter finns listade.